# Lilla Finnsjön, Småland
Lilla Finnsjön är en sjö i Växjö kommun i Småland och ingår i Ronnebyåns huvudavrinningsområde.